# Eleonora del Portogallo (regina d'Aragona)
Eleonora del Portogallo (Leonor in spagnolo, asturiano, in galiziano, in portoghese, in aragonese e in basco, Elionor in catalano. Alienora in latino, Eleanor in inglese e Aliénor o Éléonore in francese, Eleonore in tedesco e Eleonora in fiammingo; Coimbra, 3 febbraio 1328 – Teruel, 29 ottobre 1348) è stata una principessa portoghese che fu regina consorte di Aragona, dal 1347 al 1348.

## Origine[1][2][3]
Era la settima ed ultima figlia del re del Portogallo Alfonso IV e della Principessa di Castiglia, Beatrice, figlia del re di Castiglia e León, Sancho IV l'Ardito e di Maria di Molina, figlia di Alfonso di Molina (figlio del re del León, Alfonso IX e della regina di Castiglia, Berenguela) e della sua terza moglie, Mayor Téllez di Meneses.

## Biografia
Eleonora viene citata con la sorella, Maria (a rainha D. Maria e a infante D. Leonor) come figlia del re Alfonso IV e della moglie, Beatrice, nel Livro Velho.
Eleonora venne data in sposa al re di Aragona, di Valencia, di Maiorca, di Sardegna e di Corsica, Pietro IV, e Conte di Barcellona e delle altre contee catalane, come Pietro III, vedovo dall'aprile 1347 di Maria di Navarra. Le nozze vennero celebrate l'11 giugno di quello stesso anno, a Santarem, per procura. Le nozze di persona furono celebrate, a Barcellona, il 15 novembre 1347.
La giovane regina morì a Teruel, nel sud del regno di Aragona, nell'ottobre del 1348, circa undici mesi dopo essere divenuta regina consorte della corona d'Aragona, colpita dalla peste nera, introdotta in Europa dalle navi genovesi provenienti da Caffa sul mar Nero.

Eleonora oggi riposa nel Monastero di Santa Maria di Poblet.
Pietro IV, dopo circa un anni (agosto 1348) si risposò, per la terza volta, con Eleonora di Sicilia.

## Figli[5][6][7]
Eleonora non diede alcun figlio al marito, Pietro IV.

## Ascendenza
|                           |                        |                             | Genitori                  |  |  | Nonni |  |  | Bisnonni                   |  |  | Trisnonni                 |  |
|                           |                        |                             |                           |  |  |       |  |  | Alfonso III del Portogallo |  |  | Alfonso II del Portogallo |  |
|                           |                        |                             |                           |  |  |       |  |  | Alfonso III del Portogallo |  |  | Alfonso II del Portogallo |  |
|                           |                        | Urraca di Castiglia         |                           |  |  |       |  |  | Alfonso III del Portogallo |  |  |                           |  |
| Dionigi del Portogallo    |                        |                             |                           |  |  |       |  |  | Alfonso III del Portogallo |  |  |                           |  |
|                           |                        | Beatrice di Castiglia       | Alfonso X di Castiglia    |  |  |       |  |  |                            |  |  |                           |  |
|                           |                        | Beatrice di Castiglia       | Alfonso X di Castiglia    |  |  |       |  |  |                            |  |  |                           |  |
|                           |                        | Beatrice di Castiglia       | María Guillén de Guzmán   |  |  |       |  |  |                            |  |  |                           |  |
| Alfonso IV del Portogallo |                        | Beatrice di Castiglia       |                           |  |  |       |  |  |                            |  |  |                           |  |
|                           |                        | Pietro III di Aragona       | Giacomo I d'Aragona       |  |  |       |  |  |                            |  |  |                           |  |
|                           |                        | Pietro III di Aragona       | Giacomo I d'Aragona       |  |  |       |  |  |                            |  |  |                           |  |
|                           |                        | Pietro III di Aragona       | Iolanda d'Ungheria        |  |  |       |  |  |                            |  |  |                           |  |
| Isabella di Aragona       |                        | Pietro III di Aragona       |                           |  |  |       |  |  |                            |  |  |                           |  |
|                           |                        | Costanza II di Sicilia      | Manfredi di Sicilia       |  |  |       |  |  |                            |  |  |                           |  |
|                           |                        | Costanza II di Sicilia      | Manfredi di Sicilia       |  |  |       |  |  |                            |  |  |                           |  |
|                           |                        | Costanza II di Sicilia      | Beatrice di Savoia        |  |  |       |  |  |                            |  |  |                           |  |
| Eleonora del Portogallo   |                        | Costanza II di Sicilia      |                           |  |  |       |  |  |                            |  |  |                           |  |
|                           | Alfonso X di Castiglia | Ferdinando III di Castiglia |                           |  |  |       |  |  |                            |  |  |                           |  |
|                           | Alfonso X di Castiglia | Ferdinando III di Castiglia |                           |  |  |       |  |  |                            |  |  |                           |  |
|                           | Alfonso X di Castiglia | Beatrice di Svevia          |                           |  |  |       |  |  |                            |  |  |                           |  |
| Sancho IV di Castiglia    | Alfonso X di Castiglia |                             |                           |  |  |       |  |  |                            |  |  |                           |  |
|                           |                        | Violante d'Aragona          | Giacomo I d'Aragona       |  |  |       |  |  |                            |  |  |                           |  |
|                           |                        | Violante d'Aragona          | Giacomo I d'Aragona       |  |  |       |  |  |                            |  |  |                           |  |
|                           |                        | Violante d'Aragona          | Iolanda d'Ungheria        |  |  |       |  |  |                            |  |  |                           |  |
| Beatrice di Castiglia     |                        | Violante d'Aragona          |                           |  |  |       |  |  |                            |  |  |                           |  |
|                           |                        | Alfonso di Molina           | Alfonso IX di León        |  |  |       |  |  |                            |  |  |                           |  |
|                           |                        | Alfonso di Molina           | Alfonso IX di León        |  |  |       |  |  |                            |  |  |                           |  |
|                           |                        | Alfonso di Molina           | Berenguela di Castiglia   |  |  |       |  |  |                            |  |  |                           |  |
| Maria di Molina           |                        | Alfonso di Molina           |                           |  |  |       |  |  |                            |  |  |                           |  |
|                           |                        | Mayor Téllez de Meneses     | Alfonso VIII di Castiglia |  |  |       |  |  |                            |  |  |                           |  |
|                           |                        | Mayor Téllez de Meneses     | Alfonso VIII di Castiglia |  |  |       |  |  |                            |  |  |                           |  |
|                           |                        | Mayor Téllez de Meneses     | Eleonora d'Inghilterra    |  |  |       |  |  |                            |  |  |                           |  |
|                           |                        | Mayor Téllez de Meneses     |                           |  |  |       |  |  |                            |  |  |                           |  |